# Baie Verte (détroit de Northumberland)
Pour les articles homonymes, voir Baie Verte.

La baie Verte est un bras du détroit de Northumberland, situé dans les Provinces maritimes au Canada. 

## Géographie
La baie Verte est bordée au nord par la péninsule du cap Tourmentin, de la Nouvelle-Écosse au sud et de l'isthme de Chignectou à l'ouest. La baie couvre une superficie d'environ 770 km². 
Au Nouveau-Brunswick, les municipalités se trouvant sur ses rives sont Baie-Verte, Botsford et Port Elgin. Du côté de la Nouvelle-Écosse, on retrouve le comté de Cumberland.

## Histoire
À l'époque de la Nouvelle-France, le fort Gaspareaux défendait la baie, qui était reliée au fort Beauséjour par la seule route de cette région de l'Acadie. 